# カレル・ケヘル
カレル・ケヘル（チェコ語: Karel Köcher, 1934年9月21日 - ）は、チェコスロバキア社会主義共和国の元スパイ。

## 経歴
ブラチスラヴァで生まれ、1939年にプラハに移住した。1958年にカレル大学物理・数学部、1961年に芸術学部を卒業し、1965年に同大学の教員となった。
一方で1958年にチェコスロバキア共産党に入党後、1962年からコードネーム「ペドロ」（Pedro）として、チェコスロバキア内務省諜報局（rozvědná správa MV、部署コード名・内務省第1局 : I. správa MV）に所属。政治情報の収集およびCIAへの浸透を目的に1965年、妻ハナ・ケヘロヴァー（Hana Köcherová）とともに身分を偽装しオーストリアを経由してアメリカに派遣された。
1969年、ニューヨークのコロンビア大学ロシア研究所博士課程を修了し、1970年に博士号を授与された。彼の指導教授は、ズビグネフ・ブレジンスキー（1977年～1980年、国家安全保障担当米大統領補佐官）だった。1972年に契約職員としてCIAに入り、後に顧問となった。ワーグナー・カレッジとブレジンスキーが指導する共産主義研究所で研究活動に従事した。1984年末にスパイ容疑でFBIに逮捕され、14カ月間拘留ののち、妻とともに1986年2月11日に米国市民権を剥奪されて追放処分となり、ソ連に拘束されていたアナトーリー・シチャランスキー（のちイスラエル内務相）とベルリンで交換された。
帰国したケヘル夫妻はチェコスロバキア社会主義共和国英雄称号を与えられた。ケヘルは連邦政府内務省第2局（II. správa FMV）を経て、チェコスロバキア科学アカデミー予測研究所の科学職員となり、のちに反体制知識人らと民主化運動組織「市民フォーラム」 (Občanské fórum) を結成する経済学者ヴァーツラフ・クラウス（のちチェコ共和国首相、大統領）とともに勤務した。1989年のビロード革命時には、ケヘルが市民フォーラムの結成会場で米国人ジャーナリストに目撃され、チェコにおける初期の民主化運動組織化に関わったといわれているが、本人は民主化運動への関わりを否定している。
ケヘルは社会主義政権崩壊後の1990年に研究所を退職以後、表舞台には出ていないものの、1995年には妻のハナが在プラハイギリス大使館で通訳者として勤務していることが地元新聞報道によって明らかになり、英国大使館はハナを解雇した。新聞社からの問い合わせがあるまで、英国大使館はハナの過去の経歴に気付いていなかった。ハナは新聞社を相手取って訴訟を起こしたが、訴えは棄却された。
また1998年には、詐欺罪で米国の刑務所に収監されている男がダイアナ妃の謀殺活動に関り、ケヘルがこの活動を手助けしたとの報道が流されたが、ケヘルは関与を全面的に否定した。